# Flugplatz Be’er Scheva

i8
i11
i13
Der Flugplatz Beʾer Scheva oder auch Flugplatz Sde Teiman (hebräisch מִנְחָת שְׂדֶה תֵּימָן Minchat Sdeh Teiman, IATA-Code: BEV, ICAO-Code: LLBS) ist ein Flugplatz im Süden Israels. Er ist der zivile Flugplatz Beʾer Schevas und liegt in der Wüste Negev zehn Kilometer nordwestlich der Stadt. Der Militärstützpunkt Sde Teiman grenzt nordwestlich direkt an den Flugplatz.

## Geschichte
Die britische Mandatsmacht ließ den Flugplatz zu Beginn der 1940er Jahre für die Nutzung durch die Royal Air Force anlegen, damit sie im Afrikafeldzug gegen deutsche Truppen eingreifen konnte. Es wurden Hardened Aircraft Shelters errichtet, um Flugzeuge vor Luftangriffen zu schützen. Die Hardened Aircraft Shelters stehen heute noch auf dem Flugplatz.
Während der Suezkrise wurde die Landebahn für North American P-51 Mustang der Israeli Air Force umgebaut.
Ab 1958 nahm Arkia Israeli Airlines mit Douglas DC-3-Flugzeugen Direktflüge zwischen Beʾer Scheva und Eilat auf. Der Flugplatz war für Verkehrsflugzeuge nicht gut geeignet, und aufgrund von Staub und schlechter Bauweise stellte Arkia den Flugbetrieb 1960 ein. 1964 konnte Arkia den Flugbetrieb wieder aufnehmen, nachdem die Landebahn mit einer speziellen chemischen Beschichtung versehen worden war. Im Jahre 1974 begann Arkia Flugzeuge vom Typ Britten-Norman BN-2 Islander einzusetzen und nahm Flüge nach Neweh Sohar (נְוֵה זֹהַר) als Zielort am südlichen Toten Meer auf. Im Jahre 2003 wurde die Landebahn modernisiert.
Der Flugplatz wird vor allem für die allgemeine Luftfahrt genutzt. In der Vergangenheit wurden zeitweise Linienflüge nach Eilat und Tel Aviv angeboten, die jedoch wegen mangelnder Rentabilität eingestellt werden mussten. Der Flugplatz wird hauptsächlich für die Flugausbildung, die allgemeine Luftfahrt, den Segelflug und den Fallschirmsprungbetrieb genutzt. Der Flugplatz ist seit 1999 im Besitz von Ayit Aviation (עַיִט שֵׁרוּתֵי תְּעוּפָה  פְּרָטִית וְתַיָּרוּת ʿAjiṭ Scherūtej Təʿūfah Praṭīt wəTajjarūt, deutsch ‚Adler – Privat- und Tourismusflugdienste‘).

## Karte und Fotos vom Flugplatz bzw. Flugzeugen am Platz

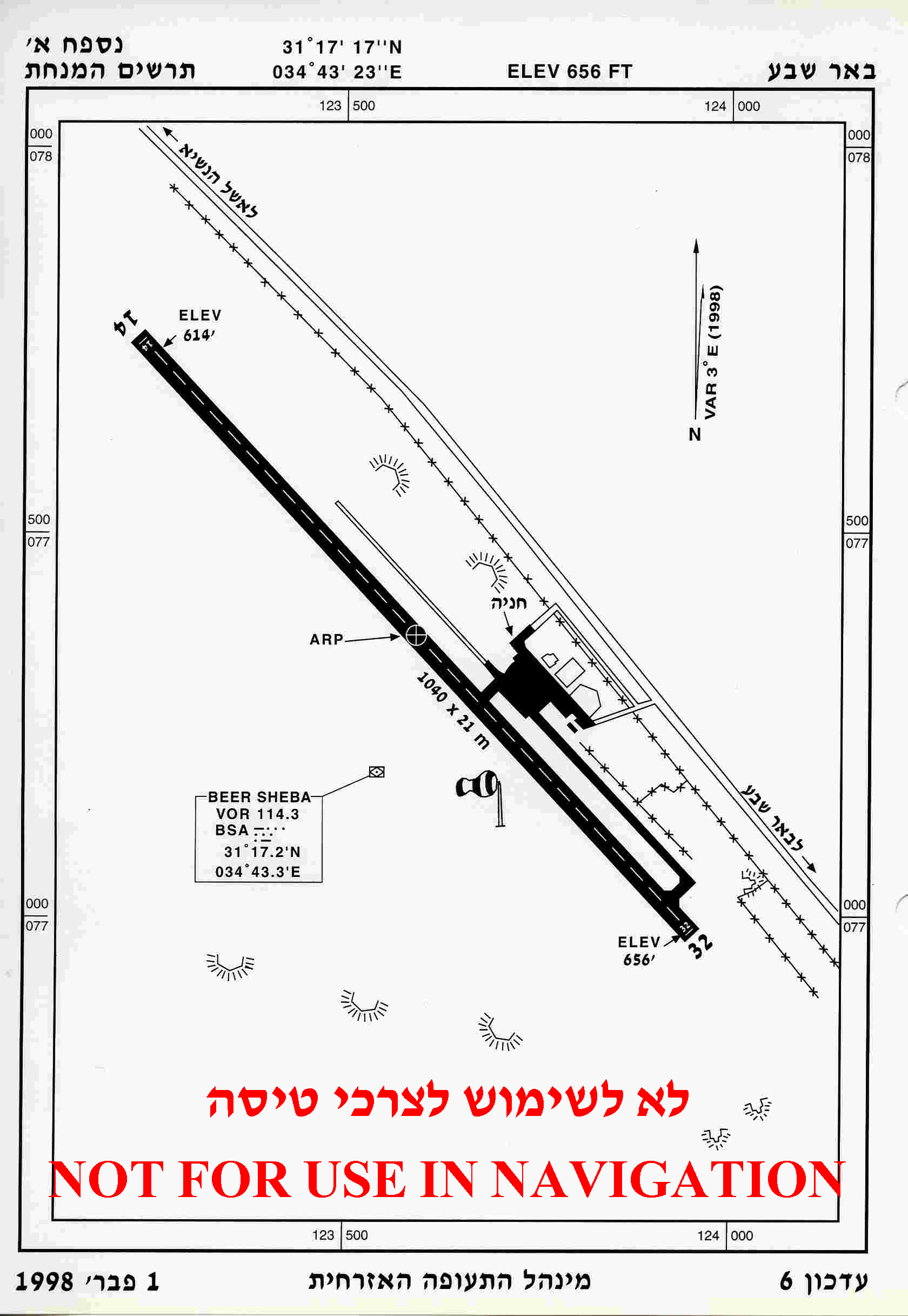
Karte vom Flugplatz Beʾer Scheva
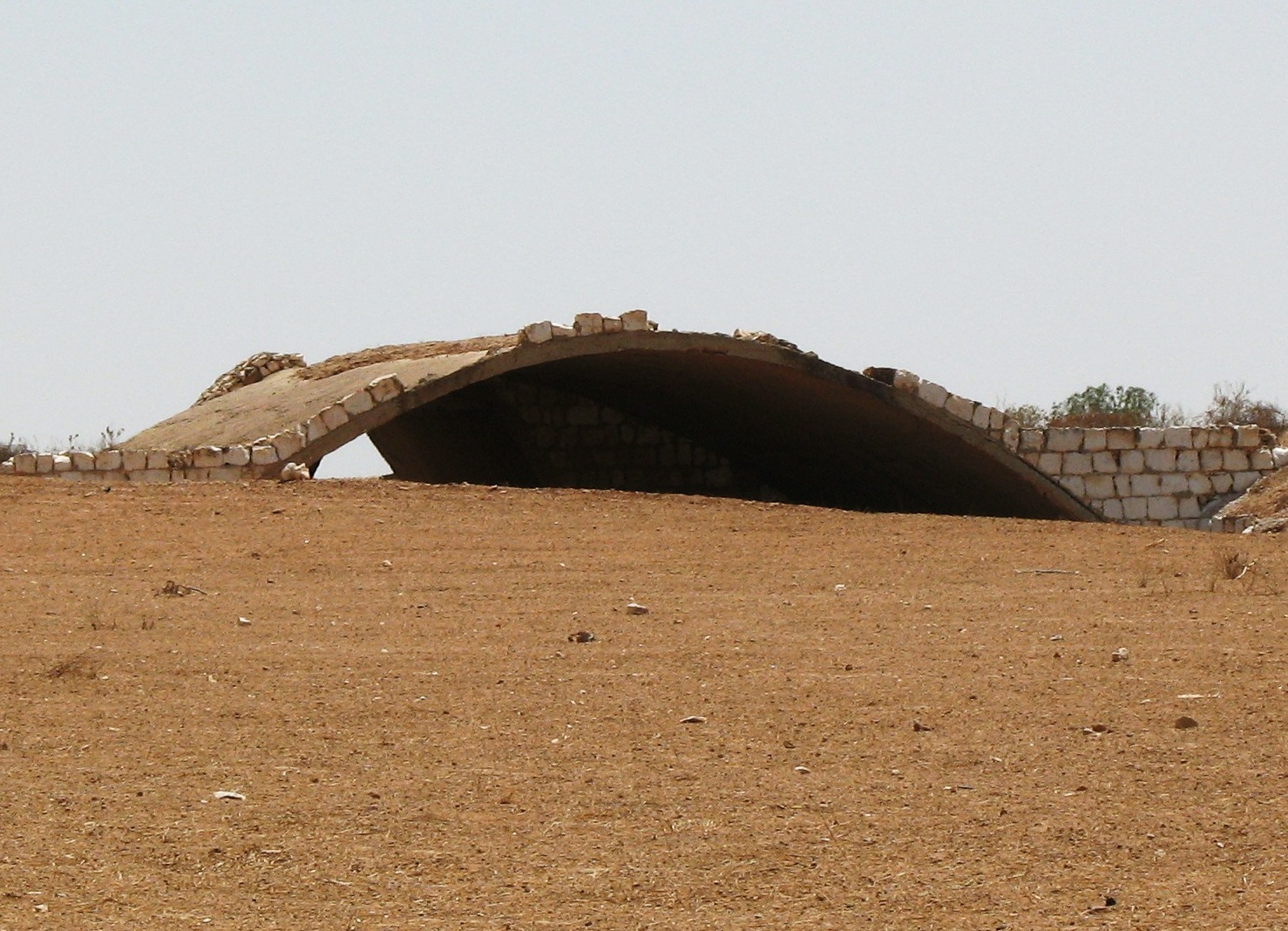
Hardened Aircraft Shelter aus dem Zweiten Weltkrieg
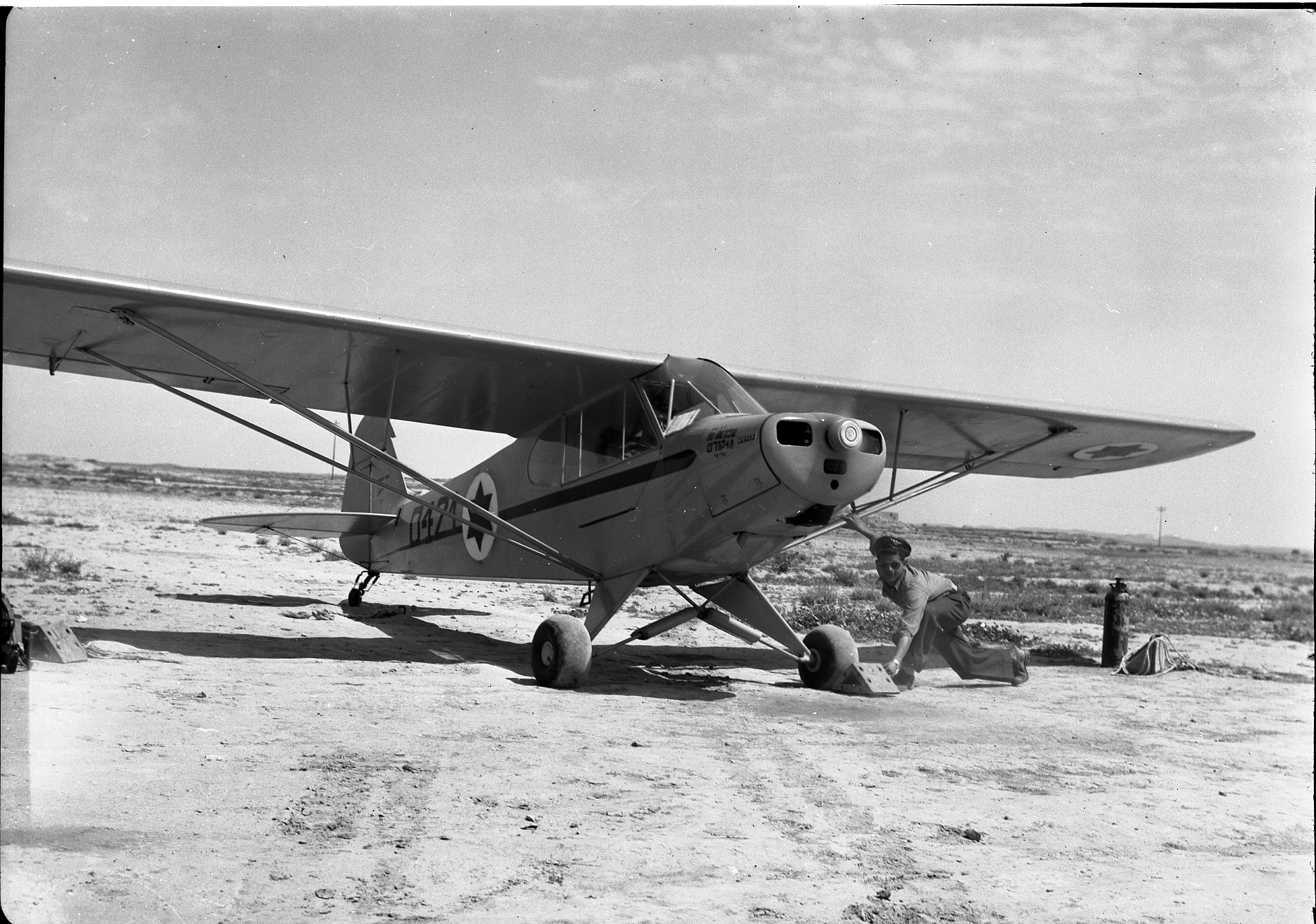
Piper PA-18 der Israeli Air Force 1952
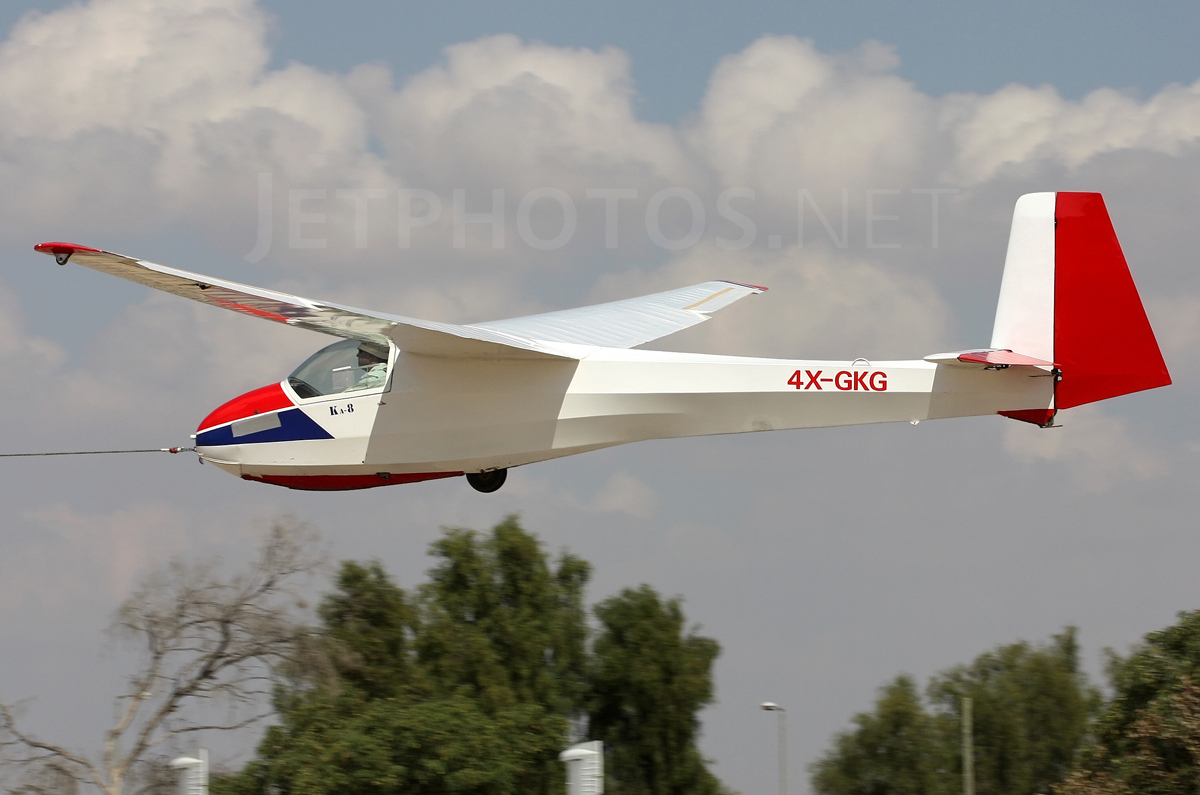
Schleicher K 8 2012
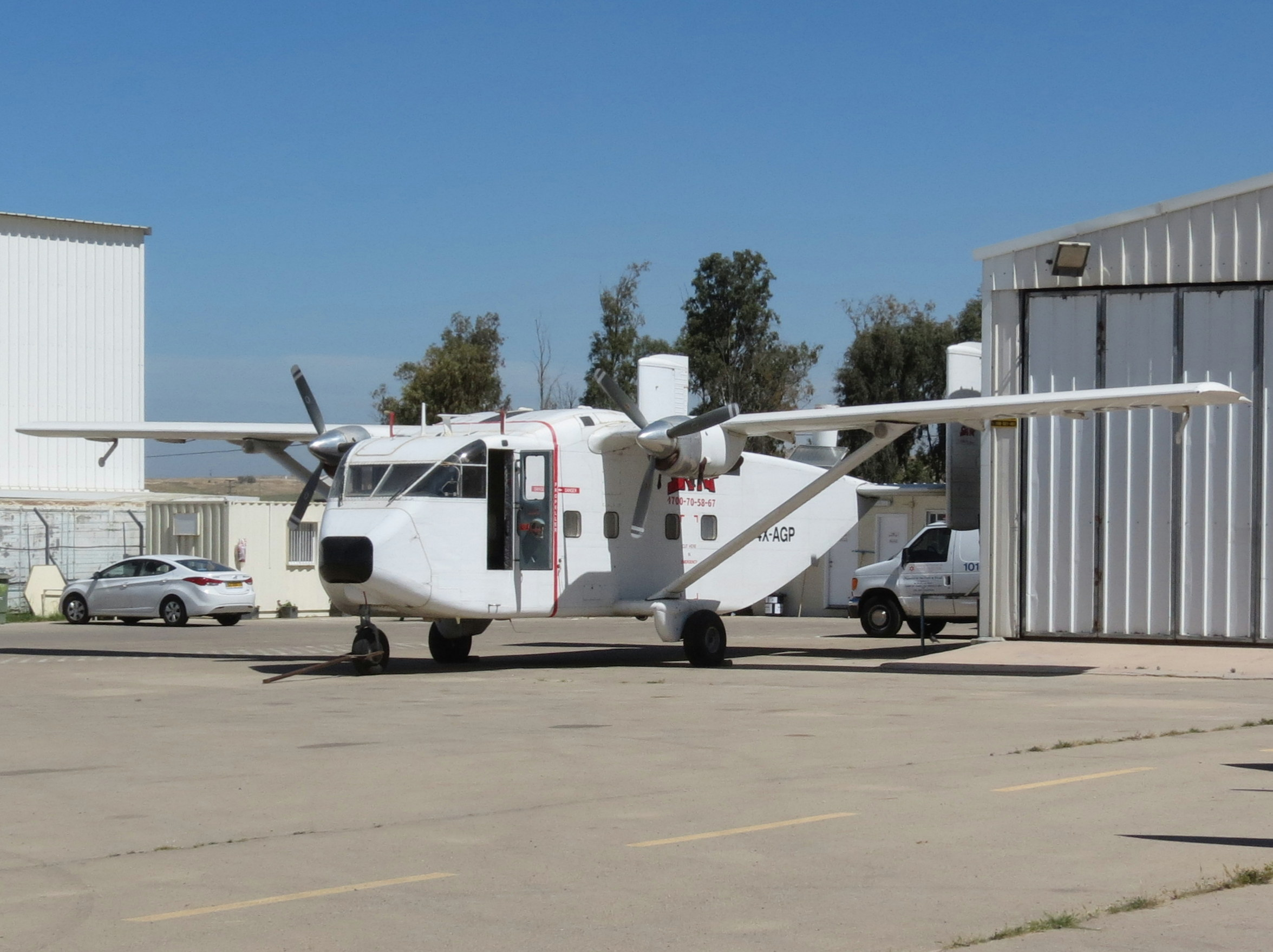
Short Skyvan 2013
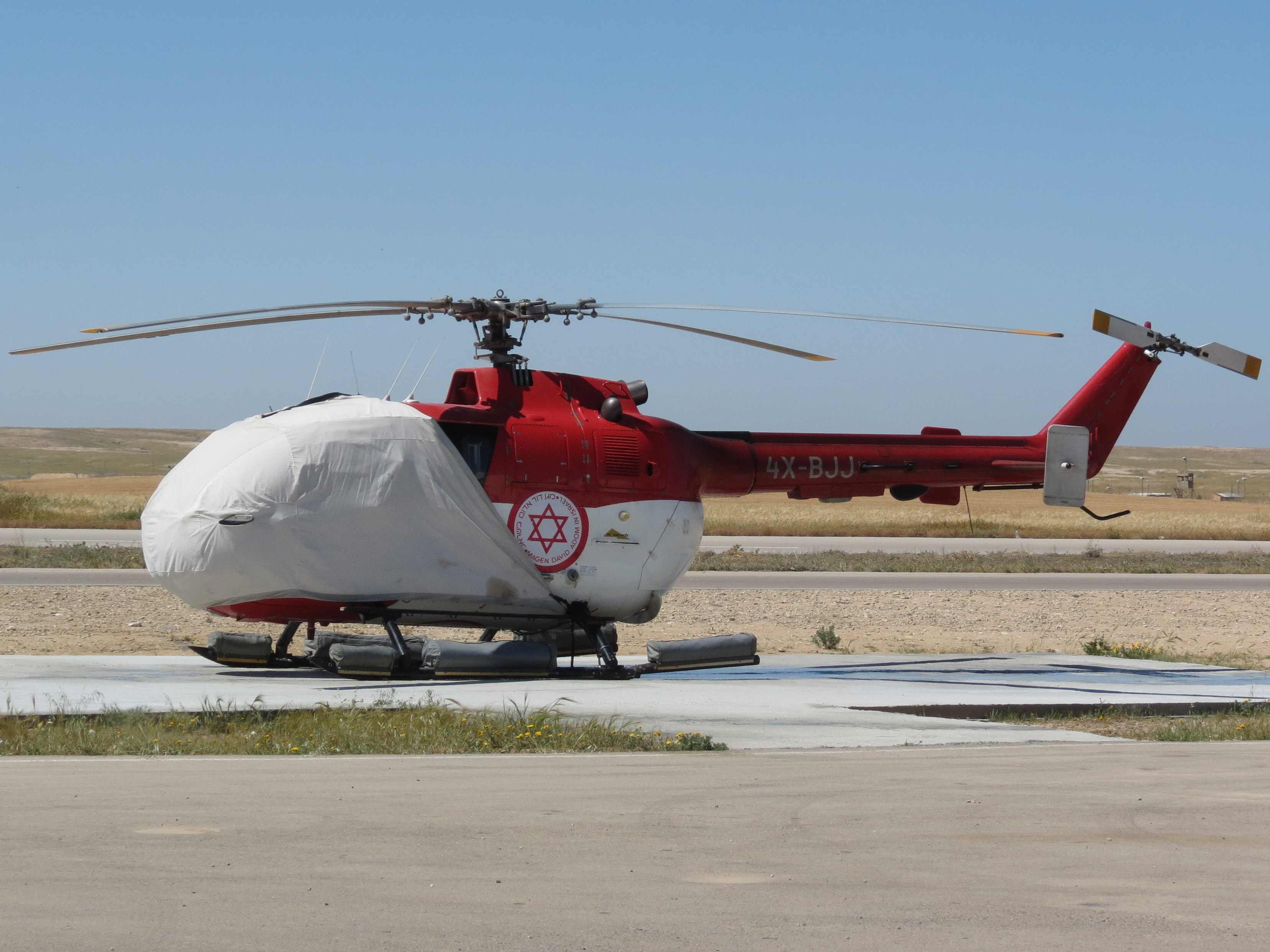
Bo 105 2013
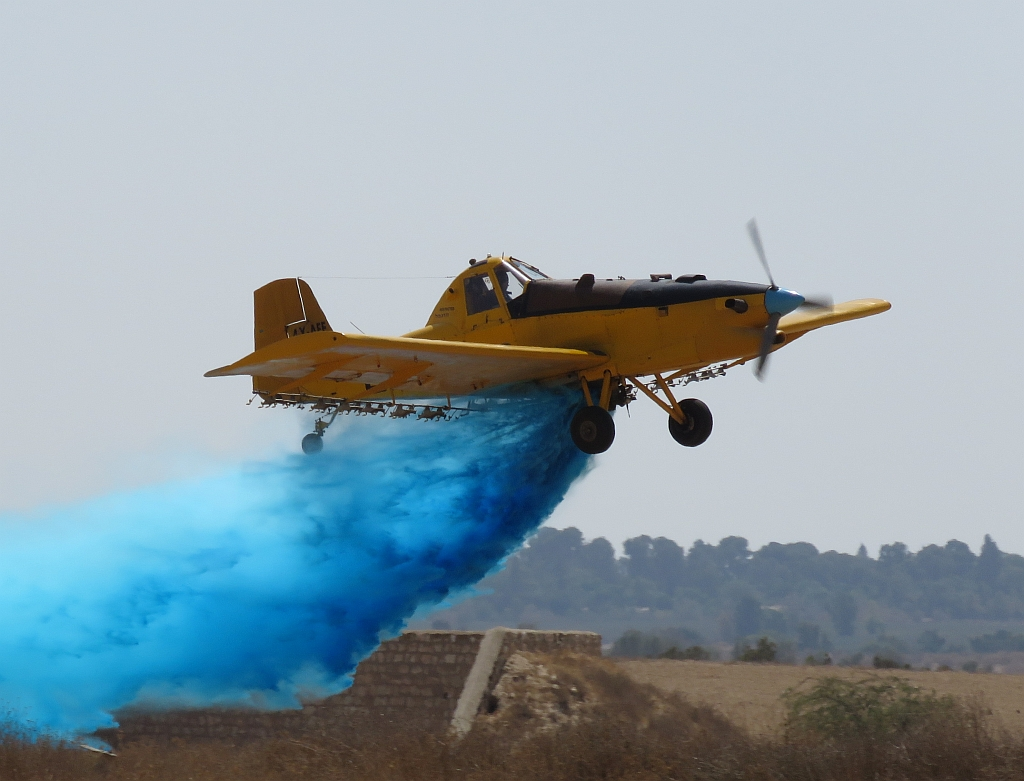
Ayres Thrush 4X-AFE 2015
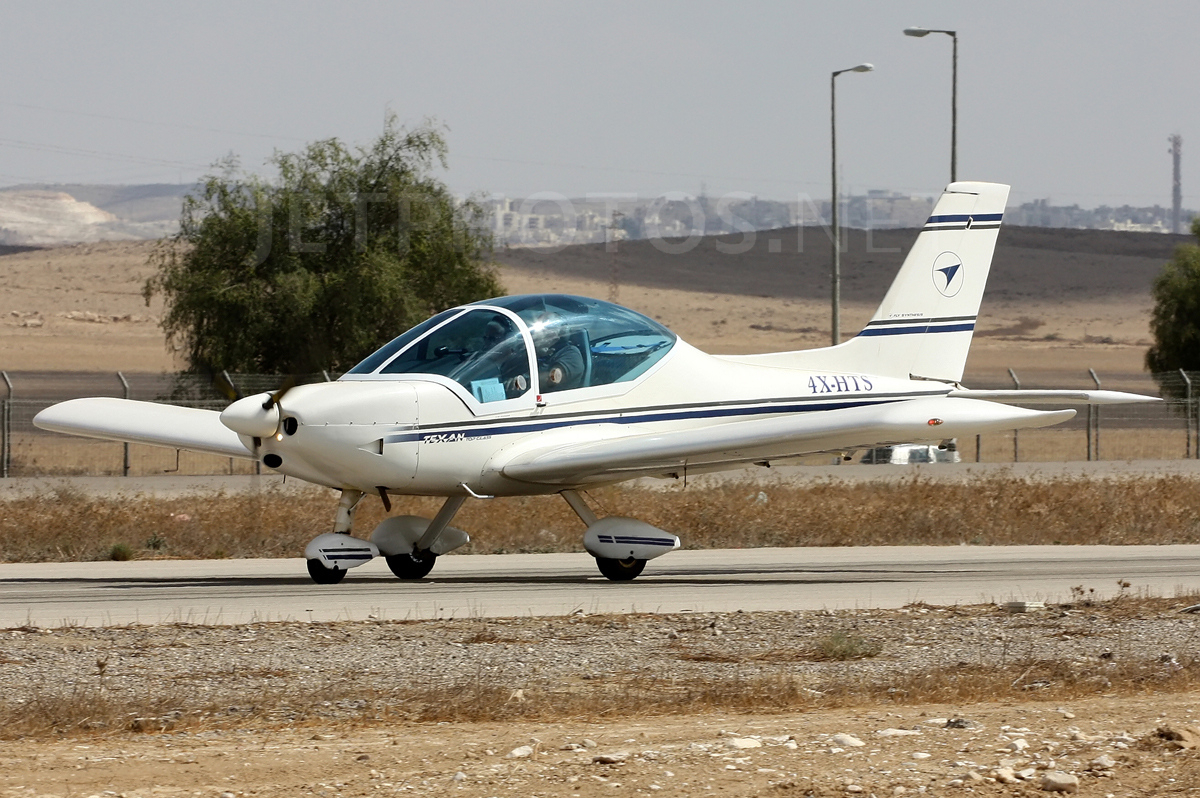
4X-HTS 2016
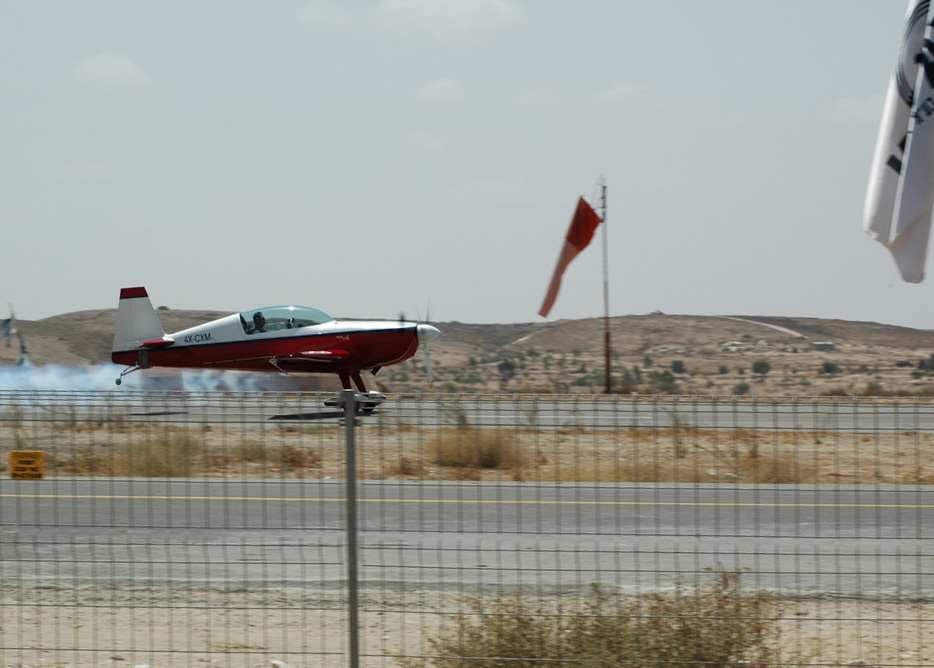
Extra 300